# El Teniente
Le gisement de cuivre d'El Teniente est la plus grande mine souterraine du monde, avec 2 400 km de galeries et 11 000 ouvriers. Située à 120 km au sud de Santiago du Chili et au nord-est de Rancagua, à 2 300 mètres d'altitude, elle est en activité depuis 1905.

## Histoire
L'entreprise américaine Braden Copper, fondée en 1904 par Barton Sewell et William Braden, construit en 1905 la ville de Sewell (Chili), afin d'héberger les travailleurs d'El Teniente. Le site deviendra la plus grande mine souterraine du monde, avec bientôt 15 000 habitants, à plus de 2 000 mètres d'altitude, dans une partie reculée de la cordillère des Andes.
Le site et la Braden Copper sont rachetés en 1916 par la Kennecott Utah Copper rail line américaine, la future société Rio Tinto, dans ce qui est décrit comme une « offensive américaine » lancée par le « cartel du cuivre » qui s'assura en 1935 l'exploitation des principales mines (la Kennecott à El Teniente et l'Anaconda Copper à Chuquicamata). En 1945, une catastrophe tragique mit en évidence les problèmes de sécurité sur le site d'El Teniente : un incendie qui s'était déclaré à l'entrée de la mine envoya de la fumée dans les galeries, et 355 ouvriers périrent asphyxiés.
La Braden Copper construit à Rancagua un stade de football baptisée "El Teniente" qui sert à la commémoration de la bataille de Rancagua, en 1814, pour l'indépendance du Chili vis-à-vis de la puissance coloniale espagnole et accueille des matches lors de la Coupe du Monde de football de 1962, organisée au Chili.
Trois ans avant l'arrivée au pouvoir de l'Unité populaire chilienne de Salvador Allende, durant le processus de « chilienisation des mines de cuivre » décidé en 1967 par le président chilien Eduardo Frei Ruiz-Tagle, le gouvernement acheta 51 % des actions de la mine « El Teniente » appartenant la Braden Copper, filiale de Kennecott Utah Copper rail line  et propriétaire du gisement. Celle-ci transféra ses droits de propriété à la Sociedad Minera d'El Teniente le 21 mars 1967. Cette nouvelle coentreprise est productrice de 29 % du cuivre chilien. Nationalisée en 1970, la mine appartient à la  Corporacion Nacional del Cobre de Chile (Codelco) chilienne et affiche une production annuelle de plusieurs centaines de milliers de tonnes de minerai. La grève des ingénieurs à la mine de cuivre d'El Teniente de 1973, à une époque où celle-ci emploie 8 000 à 9 000 ouvriers et 4 500 employés et cadres, dura 74 jours. La « marche sur Santiago » qui l'accompagna contribua au renversement du gouvernement de Salvador Allende. Lors d'une autre grève historique, en juin 1983, sous le régime du général Augusto Pinochet, Rodolfo Seguel, leader du Commandement national des Travailleurs, qui regroupait les syndicats de mineurs ayant organisé une grève de 59 jours en 1981, fut enlevé par un groupe d'hommes armés puis relâché.

### Chronologie des mines de cuivre auChili
- 1814: bataille de Rancagua, pour l'indépendance du Chili
- 1816 : la mine d'El Salado est ouverte pour trente premières années de production d'un minerai à très forte teneur en cuivre, de l'ordre de 25 %
- 1830 : réouverture de la mine d'El Soldado
- 1850 : le prix du cuivre à Londres a été divisé par deux en 40 ans
- 1875 : guerre Chili-Bolivie, Chuquicamata se couvre de 400 petites mines clandestines
- 1880 : invention du Convertisseur Manhès-David, de Pierre Manhès et Paul David
- 1880 : le Chili produit 44 000 tonnes de cuivre
- 1881 : création de l'Anaconda Copper à Butte (Montana), par Marcus Daly
- 1881 : création de la Société anonyme des mines de Lexington à Butte (Montana), par Georges de la Bouglise
- 1883 : la presse spécialisée dénombre 63 sociétés sur le site d'El Soldado
- 1883 : Georges de la Bouglise réalise une étude à l'origine de la création de la Compagnie du Boléo, qui opère un gisement au Mexique
- 1884 : utilisation du Convertisseur Manhès-David par l'Anaconda Copper, via Paul David.
- 1885 : le Pays de Cuivre baisse les prix à 10 cents la livre. À Butte (Montana), seul Marcus Daly résiste, grâce à l'argent-métal[2]
- 1886 : ouverture de la mine « El Cobre de Melon »
- 1891 : le Chemin de fer Mendoza à Valparaiso s'arrête au pied de l'Aconcagua
- 1891 : capture de Calama lors de la guerre civile, les petites mines des loyalistes à Chuquicamata confisquées
- 1891 : la Famille Rothschild prend une option sur le capital d'Anaconda Copper, lorsqu'est installé la première raffinerie électrolytique, puis 25 % du capital en 1895 pour 7,5 millions de dollars
- 1894 : Exposition universelle de Santiago, focus sur les technologies électrolytiques
- 1896 : mise en fonctionnement du four électrolytique de la mine "El Cobre de Melon"
- 1899 : création de la Société des mines de cuivre de Catemu
- 1900 : la part de l'offre mondiale venant États-Unis est passée de 20 % à 43 % et culminera à 57 % entre 1900 et 1910[3].
- 1903 : la Société des mines de cuivre de Catemu quadruple sa production grâce à d'excellents procédés pyrotechniques de transformation
- 1904 : création de la Braden Copper par William Braden, pour exploiter El Teniente
- 1906 : création de la Kennecott Utah Copper rail line en Alaska par Stephen Birch. Elle ouvre le canyon de Bingham, dans le Comté de Garfield (Utah).
- 1906 : le port de Valparaíso détruit par un séisme, reconstruit par les français
- 1906 : la Société des Mines et Usines de Cuivre de Chanaral reprend les mines de Chanaral Atacama
- 1906 : la SMUCC y produit 2,5 millions de livres de cuivre, contre 4 millions pour la Société des mines de cuivre de Catemu
- octobre 1907 : l'échec du corner sur la United Copper Company entraîne la Panique bancaire américaine de 1907, chute de 50 % des cours
- 1908 : création de la Société des mines de cuivre de Naltagua
- 1908 : difficultés de la Braden Copper, injection de capital des frères Daniel Guggenheim et Simon Guggenheim
- 1910 : invention du convertisseur de Peirce et Smith.
- 1910 : le Chemin de fer Mendoza à Valparaiso mis en service
- 1910 : construction du port minéralier de San Antonio (Chili)
- 1910 : l'ingénieur américain William Bradley rencontre  l'industriel Albert C. Burrage, qui a envoyé des ingénieurs à Chuquicamata
- 1911 : ils commencent à racheter les nombreuses mines concurrentes opérant sur le site
- 1912 : les réserves de Chuquicamata estimées à 690 millions de tonnes
- 1912 : Daniel Guggenheim et Simon Guggenheim rachètent 25 millions de dollars la part d'Albert C. Burrage dans Chuquicamata, créent Chilex
- 1913 : création de l'Andes Copper Mining par William Braden
- 1915 : la production de Chuquicamata démarre en mai
- 1916 : Anaconda Copper reprend l'Andes Copper Mining
- 1916 : Kennecott Utah Copper rail line rachète El Teniente à la Braden Copper
- 1918 : chute des cours du cuivre, consécutive à la fin de la Première Guerre mondiale
- 1922 : l'Anaconda Copper rachète à la famille Guggenheim la mine de Chuquicamata
- 1922 : l’union des forces populaires au pouvoir au Chili, Arturo Alessandri créé une taxe de 12 % sur les bénéfices des sociétés minières
- 1924 : émission obligataire de l'Anaconda Copper pour relancer l'Andes Copper Mining
- 1924 : Coup d'État de 1924 (Chili)
- 1925 : la Société des mines de cuivre de Catemu devient filiale de la société franco-belge Compagnie minière du M'Zaïta
- 1925 : Arturo Alessandri quitte le pouvoir
- 1927 : le dictateur militaire Carlos Ibáñez del Campo suspend les élections, négocie avec William Braden pour les compagnies étrangères
- 1928 : l'Andes Copper Mining a triplé sa production en trois ans, à 81 300 tonnes de cuivre
- 1929 : Chuquicamata a produit 135 890 tonnes de cuivre contre 50 400 tonnes en 1920 et 4 345 tonnes en 1915
- 1931 : l'Andes Copper Mining a divisé sa production en deux ans
- 1935 : création du "cartel du cuivre"
- 1945 : dramatique incendie, 355 ouvriers meurent asphyxiés à El Teniente
- 1955 : la loi chilienne créé un bureau du cuivre du Chili, transformé le 25 janvier 1966 en Copper Corporation of Chile (Codelco)
- 1958 : fermeture de la Mine de Potrerillos de l'Andes Copper Mining
- 1958 : création de la Mine d'El Savador, de l'Andes Copper Mining
- 1960 : la Compagnie minière du M'Zaïta rachetée par la Société minière et métallurgique de Peñarroya
- 1966 : création de la Copper Corporation of Chile (Codelco)
- 1967 : « chilienisation des mines de cuivre » par le président Eduardo Frei Ruiz-Tagle, le gouvernement prend 51 % des actions d'El Teniente
- 1970 : Salvador Allende élu président du Chili, toutes les mines nationalisées
- 1973 : grève de 8 000 à 9 000 ouvriers et 4 500 employés et cadres à El Teniente, pendant 74 jours, "marche sur Santiago"
- 1973 : Salvador Allende renversé
- 1981 : grève des mineurs à El Teniente
- 1988 : début de la construction de la mine d'Escondida
- novembre 1990 : première coulée de minerai traitée par Escondida
- 2002 : la mine d'Escondida pèse 8 % de l'offre mondiale